# 子猫をお願い
『子猫をお願い』（こねこをおねがい、原題：고양이를 부탁해、英題：Take care of my cat）は、2001年公開の韓国映画。チョン・ジェウン監督のデビュー作。

## 概要
女性監督が書き下ろしたオリジナル脚本による映画作品。題名は道で拾われた1匹の猫が彼女たちの友情関係に入り込み、その世話をめぐって手渡されてゆく様相を表している。
韓国映画界では、それまで男性俳優を主演にし彼らの英雄的な威厳を示す映画が主流であった。ところがこの作品では韓国のインテリ階級に属する若い女性映画監督が、高卒の若い韓国人女性たちの群像劇を流暢な映像の筆致で描き出してゆく。日本を超える徹底した学歴社会と呼ばれる現代韓国において、大学には進学しなかった女性たちの学生から大人への移行期における繊細な心の機微を丹念に描いた作品である。
登場人物たちは頻繁に携帯電話のメール機能を使用しているが、演出の技法としてスクリーンの端々に携帯メールの文字が描き出されてゆく。また主人公のテヒがボランティアでタイピングしている口述筆記の文字も同じように描き出される。
本作は封切された当初、他の主流映画に押されて観客動員が伸びなかったため早々に打ち切られた。しかし数多くの映画評論家たちによる高評価が重なって再上映され、ついには2001年の韓国女性が選ぶ最高の韓国映画第1位に選ばれた。また、その後も海外の数多くの賞を受賞している。

## ストーリー
物語の冒頭。舞台は海に面した波止場の駐車場と思しき場所。軍歌を歌ったり写真を撮りあう無邪気な女子高生5人組の姿が描き出される。数ヶ月後。大学には進学せずインチョンの商業高校を卒業した彼女らは、それぞれが社会の厳しい現実にさらされていた。家業のサウナ屋を手伝いながら身体障がい者の口述筆記のボランティアをしているテヒ。外国でのテキスタイルの勉強を夢み、部屋でイラストを描いてはいるが無職で父母のいないジヨン。コネで証券会社に就職できたものの、男性社員や総合職の女性から軽んじられ、内実はお茶くみとコピー取りのヘジュ。アルバイトとも露天商とも知れぬ仕事で生活費を稼ぐ双子のピリュとオンジュ。20歳を過ぎても携帯電話を使って連絡を取り合い、クラブに行ったりお茶したり、散歩やショッピング、食事会をして遊んでもいたのだが、個々人を取り巻く状況と心理の変化に応じて、10代の学生時代に特有のハイテンションで牧歌的な友情は失調をきたし始める。仕事、家族、恋愛、友情……何もかもが緩慢に変化してゆき、毎日が無表情な残酷さで流れてゆく。そんなある日、5人で朝まで家飲みした翌朝、1人で先に帰宅したジヨンを思いがけない悲劇が待ち構えていた。やがて、5人の女の子たちの若々しい友情関係は、希望と不安の入り混じる静かな終焉のときを迎えるのだった。

## キャスト
- ペ・ドゥナ：テヒ
- イ・ヨウォン：ヘジュ
- オク・チヨン：ジヨン
- イ・ウンシル：ピリュ
- イ・ウンジュ：オンジョ
- オ・テギョン

## スタッフ
- 監督・脚本 : チョン・ジェウン
- 製作 : オ・ギマン
- 撮影 : チェ・ヨンファン
- 音楽 : M&F
- 照明 : パク・ジョンファン
- 製作会社 : マスルピリ

## エピソード
- テヒの母を演じるキム・ファヨンは、テヒを演じるペ・ドゥナの実母である[2]。
- 日本では映画評論家の蓮實重彦が高く評価している。

## 受賞
- 2001年 第6回釜山国際映画祭 - アジア映画振興機構賞、最優秀アジア新人作家賞部門 Special Mention受賞
- 2001年 第22回青龍映画賞 - 新人女優賞（イ・ヨウォン）
- 2002年 第38回百想芸術大賞 - 最優秀女子演技賞（ペ・ドゥナ）、新人女子演技賞（イ・ヨウォン）
- 2002年 第1回大韓民国映画大賞 - 新人監督賞